# Beerfest
Beerfest är en amerikansk-australisk långfilm från 2006 i regi av Jay Chandrasekhar.

## Handling
Den handlar om ett kompisgäng som ska vara med i den hemliga öldrickartävlingen Beerfest i München, Tyskland.

## Om filmen
Filmen spelades in den 30 januari-26 mars 2006 i Albuquerque. Den hade världspremiär i USA den 25 augusti 2006 och svensk premiär på DVD den 21 februari 2007.

## Rollista (urval)
- M.C. Gainey - Priest
- Paul Soter - Jan Wolfhouse
- Erik Stolhanske - Todd Wolfhouse/Baron Ludwig som ung
- Cloris Leachman - Great Gam Gam
- Jürgen Prochnow - Baron Wolfgang von Wolfhausen
- Owain Yeoman - australisk sjöman
- James Roday - tysk budbärare
- Lux Kassidy - svensk lagmedlem (ej krediterad)
- Willie Nelson - sig själv (ej krediterad)
- Donald Sutherland - Johann von Wolfhaus (ej krediterad)

## Musik i filmen
- Bidibodi Bidibu, skriven av Alessandro Franchi och Daniele Torrente, framförd av Bubbles
- Not Afraid, skriven av G. Ponticelli och Daniele Torrente, framförd av Doktor Noize DJ
- Marmor, Stein und Eisen bricht, skriven av Drafi Deutscher, Christian Bruhn och Rudolf Guenter Loose
- Hey You, skriven av Mike Arrieta, Matt Franks, Zac Diebels och Mike Johnston, framförd av Simon Says
- Chug Chug Chug A-Lug (Push and Shove) (Part 1), skriven av Joseph Modeliste och Leo Nocentelli, framförd av The Meters
- Found a New Love, skriven av Kim Wilson, framförd av The Fabulous Thunderbirds
- Dr. Bombay, skriven av Jimmy Ali, George Clinton, Ice Cube och Robert Lee Johnson, framförd av Del tha Funkee Homosapien och Parlet
- Hard As a Rock, skriven av Jimmy D'Anda, Mick Sweda, Marq Torien och Lonnie Vencent, framförd av Bulletboys
- Come On, skriven av J. Christmas och D. Palmer, framförd av D4
- Enamorado, skriven av Keith Colley och Paul Rubio, framförd av The Sandpipers
- Sugar Free, skriven av Dicky Barrett, Joe Gittleman och Bosstones, framförd av The Mighty Mighty Bosstones
- Jungle Boogie, skriven av Ronald Bell, Claydes Smith, Robert Spike Mickens, Donald Boyce, Richard Westfield, Dennis D.T. Thomas, Robert Kool Bell och George Funky Brown, framförd av Kool & The Gang
- Sexy, skriven av N8 & Brainz, framförd av N8 och Genesis
- What I Drink and Who I Meet at the Track, skriven av Jack Grace, framförd av The Jack Grace Band
- Come On, skriven av Larry Troutman och Roger Troutman, framförd av Zapp
- Every Rose Has Its Thorn, skriven av Bobby Dall, Bret Michaels, C.C. DeVille och Rikki Rockett, framförd av Poison
- I Gotta Get Drunk, skriven och framförd av Willie Nelson
- Sirius, skriven av Alan Parsons och Eric Woolfson
- Have a Drink on Me, skriven av Angus Young, Malcolm Young och Brian Johnson, framförd av AC/DC
- Ca Plane pour Moi, skriven av Yves Maurice Lacomblez och Francis Jean Deprijck, framförd av Plastic Bertrand
- I Like to Move in the Night, skriven av Jesse Hughes och Joshua Homme, framförd av Eagles of Death Metal
- Wasted (The Beerfest Anthem), skriven av Dave Gutter, Jon Roods och Marc Boisvert, framförd av Paranoid Social Club